# تیان گریجوی
تیان گریجوی (انگلیسی: Theon Greyjoy) یک شخصیت خیالی در مجموعه داستان‌های خیالی-حماسی ترانه یخ و آتش اثر نویسندهٔ آمریکایی جرج آر. آر. مارتین و اقتباس تلویزیونی آن بازی تاج‌وتخت است. او پسر و جانشین سلطنت پدرش بیلون گریجوی است که بدنبال شکست شورش پدرش، تحت قیمومیت و اسارت ند استارک درآمده بود.
این کاراکتر، نخستین بار در رمان بازی تاج‌وتخت (۱۹۹۶) معرفی می‌شود و بعد در نبرد پادشاهان (۱۹۹۸) و رقصی با اژدهایان (۲۰۱۱) نیز حضور می‌یابد.
شخصیت تیان گریجوی، یکی از معدود شخصیت‌هایی است که حالتی راوی‌گونه دارد و جرج آر. آر. مارتین داستان و وقایع را از نگاه و زبان او بازگو می‌کند.
نقش این شخصیت خیالی را در مجموعهٔ تلویزیونی بازی تاج‌وتخت که محصول اچ‌بی‌او است، آلفی آلن ایفا می‌کند.

## ویژگی‌های شخصیتی
تیان گریجوی وارث بلافصل و تنها پسر زندهٔ بـِیلون گریجوی است. او روایت‌کنندهٔ داستان در ۱۳ فصل از رمان‌های نبرد پادشاهان و رقصی با اژدهایان است. ۱۰ سال پیش از شروع وقایع در رمان، تیان گریجوی توسط ند استارک به اسارت درآمده است و شرط آن بود که اگر پدرش موجبات ناراحتی پادشاه رابرت براتیون را فراهم آورد، تیان اعدام شود. تیان در وینترفل در کنار فرزندان ند استارک بزرگ شد و رابطهٔ نزدیکی با راب استارک پیدا کرد. پس از دوان بلوغ، او جوانی متکبر، ازخودراضی و سربلند بود تا آنکه به اسارت رمزی بولتون درآمد که فرزند ارشد و نامشروع روس بولتون است. در دوران حبس، رمزی بولتون او را به‌شدت موردِ شکنجهٔ جسمی و روانی قرار داد و سپس او را از مردی انداخت و او را مجبور به پذیرش نام «ریک» (Reek؛ به معنای «بوگند») نمود.
تیان که پیش از به اسارت درآمدنش توسط رمزی به خاطر جاه طلبی هایش به خاندان استارک خیانت کرده بود با کمک به فرار سانسا از دست رمزی و در نهایت فدا کردن جانش برای محافظت از برن استارک، در جنگ با شاه شب، دینش را به خاندان استارک ادا کرد.